# Dead Man's Mirror and Other Stories
Dead Man's Mirror and Other Stories est un recueil de nouvelles policières d'Agatha Christie, mettant en scène le détective Hercule Poirot, publié en 1937 aux États-Unis.
Ce recueil reprend trois des quatre nouvelles publiées au Royaume-Uni, en 1937, dans le recueil Murder in the Mews. La réédition de 1987 réunie les quatre nouvelles.

## Composition du recueil de 1937
1. Murder in the Mews (Feux d'artifice)
2. Dead Man's Mirror (Le Miroir du mort)
3. Triangle at Rhodes (Trio à Rhodes)

## Supplément de l'édition de 1987
La réédition du recueil de 1987 intègre la quatrième nouvelle du recueil britannique Murder in the Mews :
- The Incredible Theft (L'Invraisemblable Vol)

## Publication française
En France, les nouvelles sont réparties entre deux recueils :
- la nouvelle Triangle at Rhodes (Trio à Rhodes) est publiée en 1969 dans Témoin à charge ;
- les autres nouvelles sont publiées en 1961 en France dans Poirot résout trois énigmes (réédité en 1969 sous le titre Le Miroir du mort).

En 1992, dans le cadre de la collection « Les Intégrales du Masque », le recueil Poirot résout trois énigmes est réédité sous le titre Le Miroir du mort et regroupe les quatre nouvelles originales du recueil britannique.